# كا ريتزونيكو

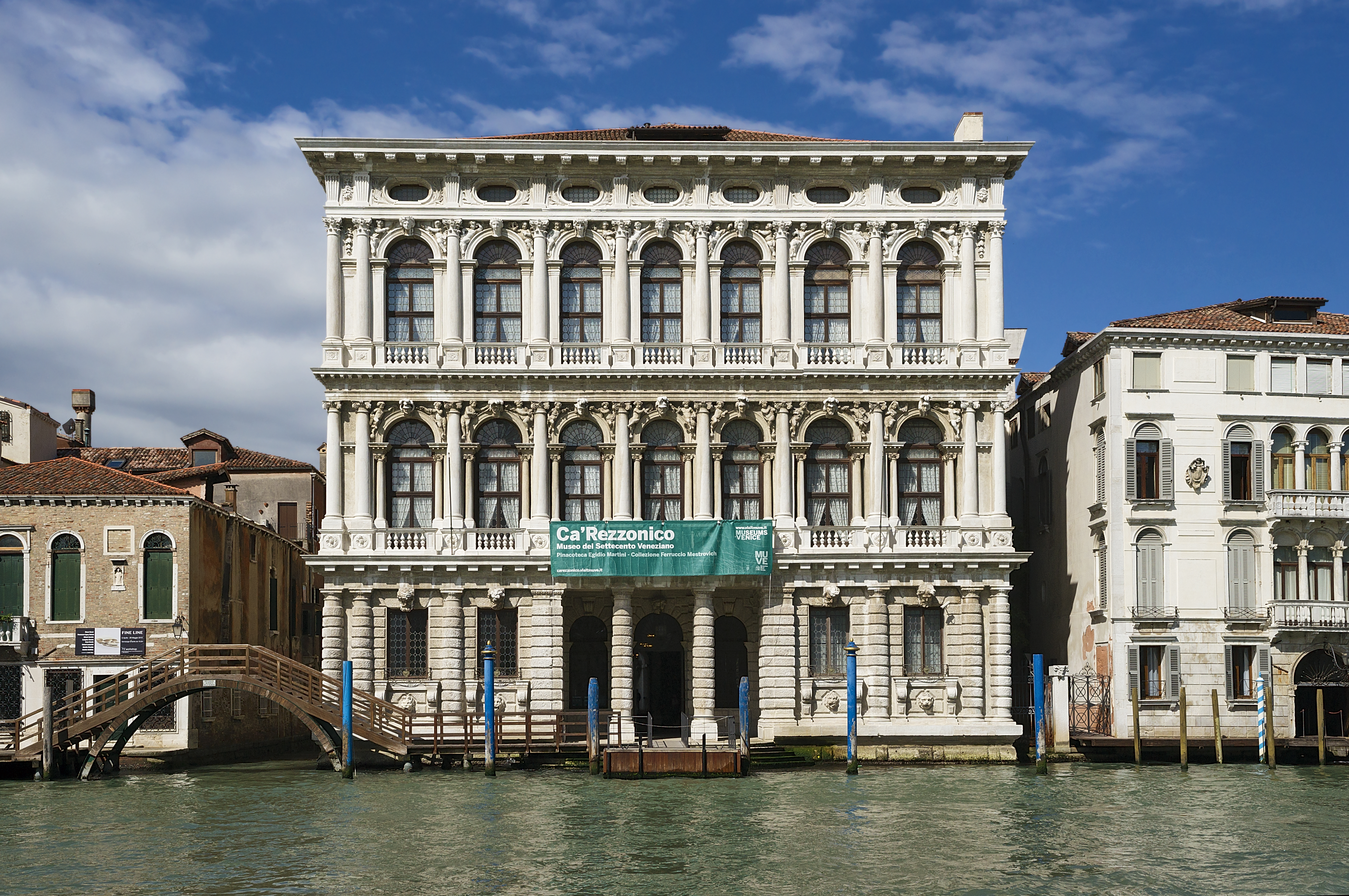
كا ريتزونيكو.

كا ريتزونيكو (بالإيطالية: Ca' Rezzonico)‏ هو قصر على القنال الكبير في البندقية في إيطاليا. اليوم هو متحف عام مخصص للبندقية في القرن الثامن عشر.

## معرض صور

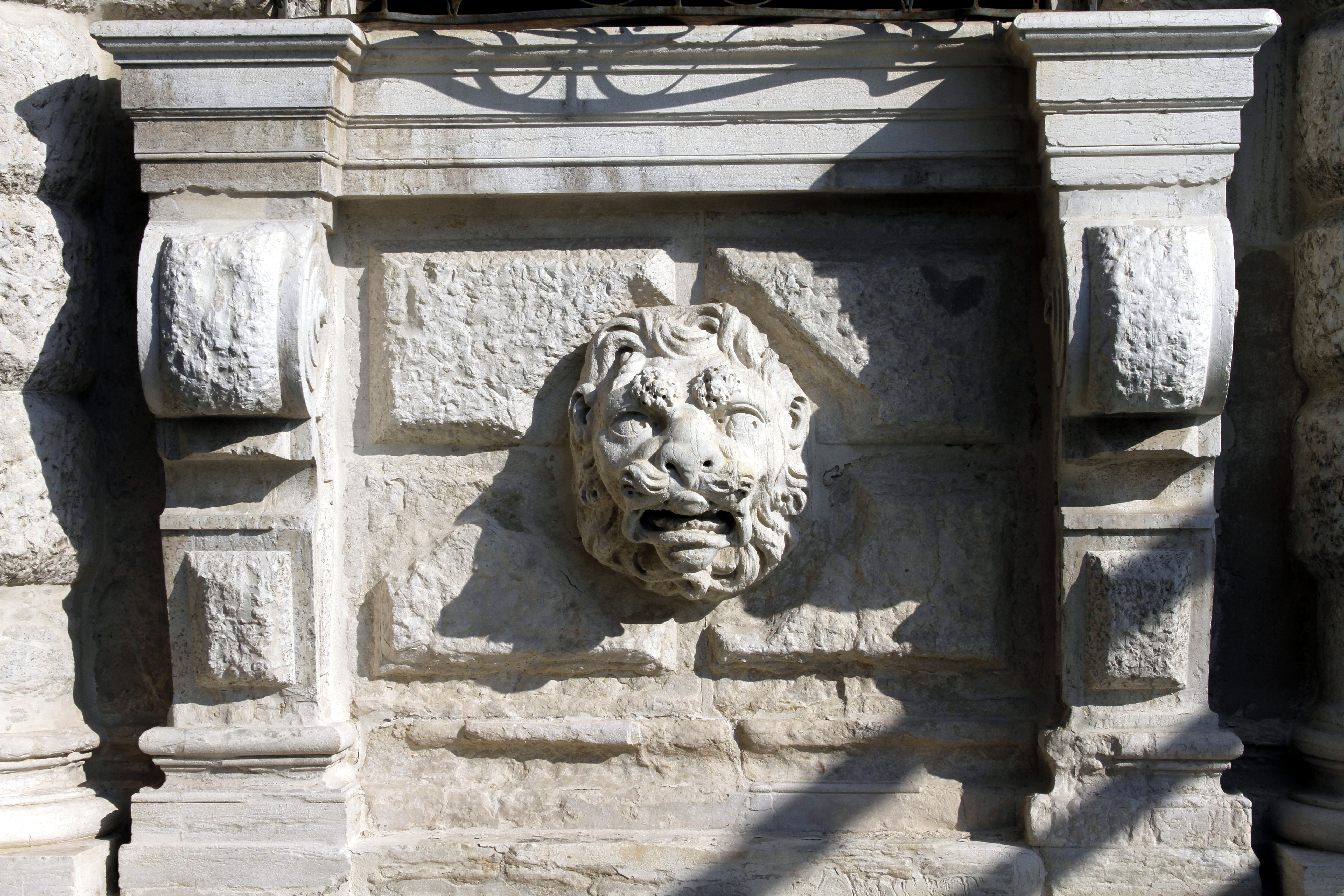
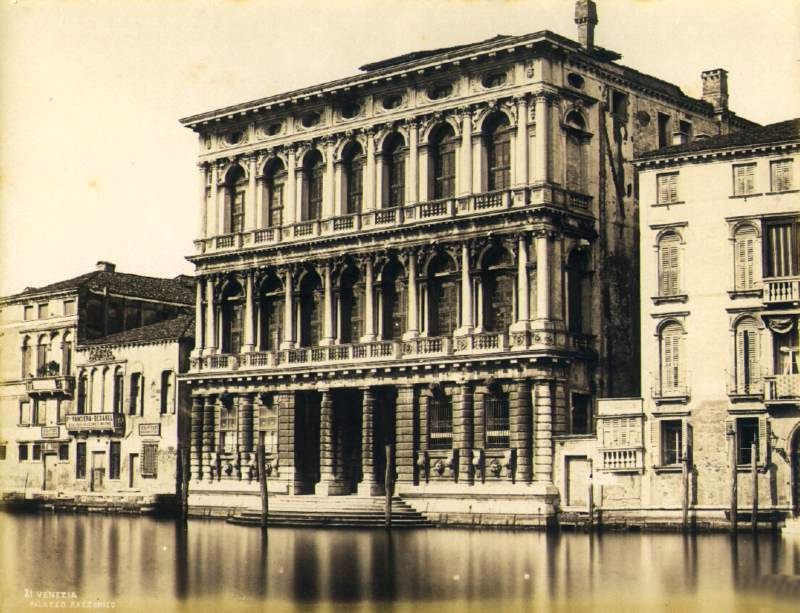
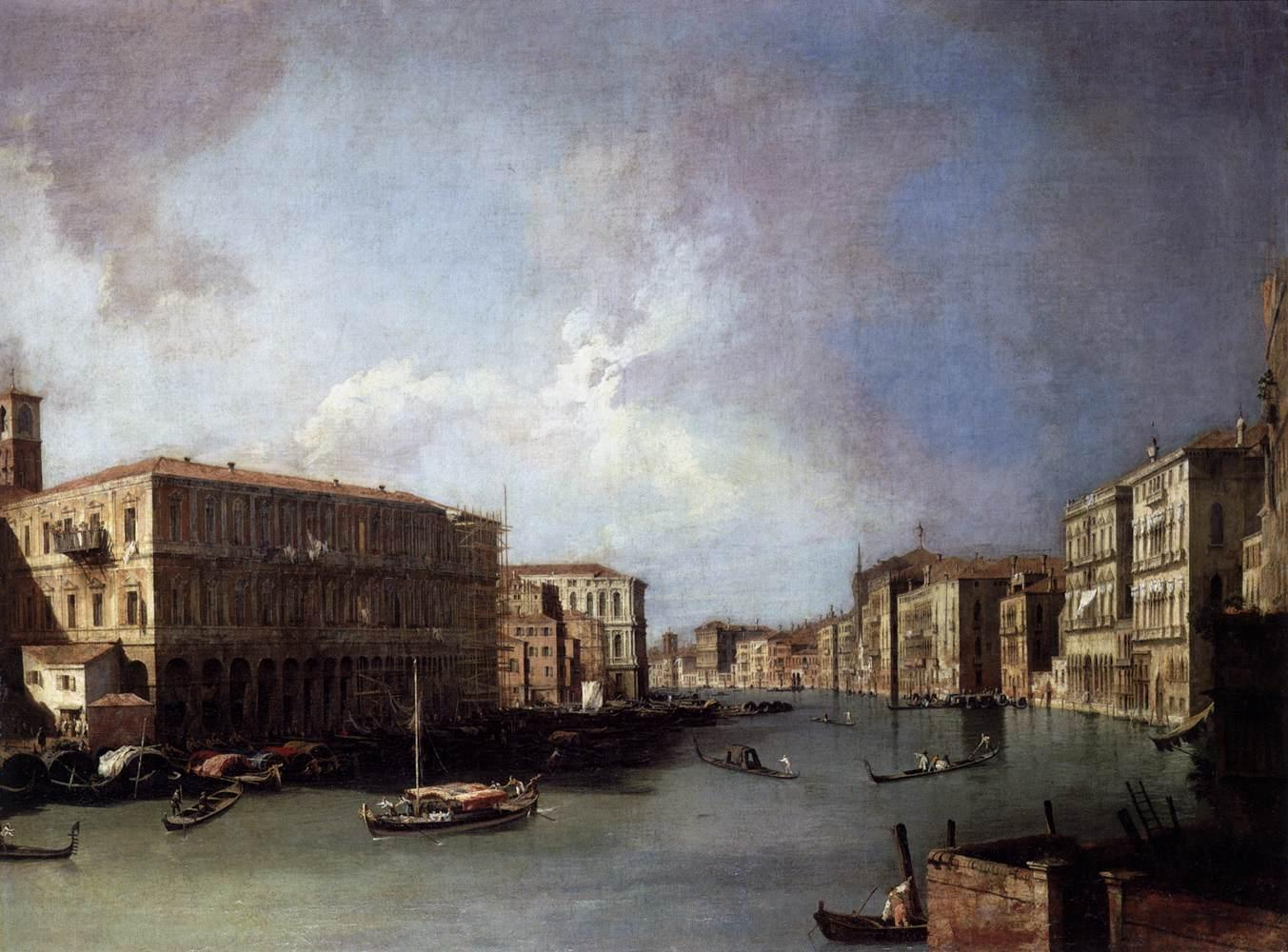